# Salmo salar
O salmão-do-atlântico ou salmão-comum (Salmo salar) é uma espécie de peixe eurialino da família Salmonidae. Está distribuído pelo norte do Oceano Atlântico, pelo Oceano Ártico, o mar Báltico, o mar Mediterrâneo e o mar Negro.
São peixes de águas frias, anádromos, vivendo no mar e regressando aos rios para desovar. Na fase inicial das suas vidas, que pode durar entre dois e oito anos, vivem apenas em água doce. Posteriormente descem o rio, passando até quatro anos no mar, em água salgada, até à idade de se reproduzirem. Nessa altura, regressam ao rio onde nasceram para desovar e regressam ao mar, voltando no ano seguinte.